# آتش‌سوزی سمورنا
آتش‌سوزی سمورنا (یونانی: Καταστροφή της Σμύρνης، «مصیبت سمورنا»؛ ترکی استانبولی: 1922 İzmir Yangını، «آتش‌سوزی ۱۹۲۲ ازمیر»؛ ارمنی: Զմիւռնիոյ Մեծ Հրդեհ) آتش‌سوزی بود که در سپتامبر ۱۹۲۲ رخ داد و در پی آن بیشتر بندر سمورنا (ازمیر در ترکیه امروزی) ویران شد. به گزارش شاهدان عینی آتش‌سوزی از ۱۳ سپتامبر ۱۹۲۲ آغاز شد و تا زمان خاموش شدن آن در ۲۲ سپتامبر ادامه یافت. این آتش‌سوزی چهار روز پس از اشغال شهر به دست نیروهای مسلح ترکیه در ۹ سپتامبر آغاز شد که عملاً جنگ یونان و ترکیه را به پایان رساند و باعث خروج نیروهای یونانی از این سرزمین پس از سه سال شد. برآوردها شمار مرگ یونانی‌ها و ارمنی‌ها را در اثر آتش‌سوزی از ۱۰۰٬۰۰۰ تا ۱۸۰٬۰۰۰ نفر عنوان می‌کند.
تقریباً ۸۰٬۰۰۰ تا ۴۰۰٬۰۰۰ مهاجر یونانی و ارمنی برای فرار از آتش به آب زدند. آن‌ها مجبور شدند در شرایط سخت نزدیک به دو هفته در آنجا بمانند. سربازان و غیرنظامیان ترکیه‌ای پیش از رخداد آتش‌سوزی دست به کشتار و خشونت‌های بسیاری علیه مردم یونانی و ارمنی در شهر زده بودند. زنان بسیاری مورد تجاوز جنسی قرار گرفتند. پس از آن صدها هزار مرد یونانی و ارمنی (برآوردها میان ۱۰۰٬۰۰۰ تا ۲۵۰٬۰۰۰ نفر متفاوت است) به مناطق داخلی آناتولی تبعید شدند و بیشتر آن‌ها در شرایط سخت جان خود را از دست دادند.
آتش‌سوزی محلات یونانی و ارمنی‌نشین شهر را به‌طور کامل ویران کرد در حالی که به بخش‌های مسلمان و یهودی‌نشین آسیبی وارد نشد. گزارش‌های شاهدان عینی مختلف در مورد عامل آتش‌سوزی وجود دارد. شماری از منابع و پژوهشگران آن را به آتش زدن خانه‌ها و مغازه‌های یونانی و ارمنی‌ها توسط سربازان ترکیه‌ای نسبت می‌دهند در حالی که منابع ترکیه‌ای بر این باورند که یونانی‌ها و ارمنی‌ها آتش‌سوزی را برای خدشه‌دار کردن آبروی ترکیه‌ای‌ها به راه انداختند. گواه و شهادت شاهدان عینی غربی در بسیاری از روزنامه‌های غربی چاپ شده‌است.